# حشره‌خوارهای دم‌دراز
حشره‌خوارهای دم‌دراز (نام علمی: Sorex) نام یک سرده از تیره حشره‌خوار است.